# Salicornia arabica
Salicornia arabica är en amarantväxtart som beskrevs av Carl von Linné. Salicornia arabica ingår i släktet glasörter, och familjen amarantväxter. Inga underarter finns listade i Catalogue of Life.